# A Treasury
A Treasury è una compilation del cantautore britannico Nick Drake, pubblicata nel 2004.
In origine rivolta esclusivamente a un pubblico audiofilo in quanto prodotta nei soli formati Hybrid SACD e vinile da 180 grammi, fu ristampata in CD soltanto nel 2012. Contiene esclusivamente brani editi tratti dai tre album in studio realizzati in vita dal cantautore (1969-1972) e dalla raccolta Time of No Reply, pubblicata postuma nel 1987.
Sulle edizioni digitali, tuttavia, in coda al brano From the Morning è presente una ghost-track inedita, tratta dalle sedute di registrazione dell'album Pink Moon (1972): si tratta di un frammento strumentale – probabilmente una prova d'incisione ad uso dell'ingegnere del suono John Wood – nel quale Drake arpeggia sulla chitarra il tema della celebre romanza Plaisir d'amour (1785) di Jean-Paul-Égide Martini.

## Tracce
Testi e musiche di Nick Drake, eccetto dove indicato.
1. Introduction (strumentale) – 1:31 – (da: Bryter Layter)
2. Hazey Jane II – 3:44 – (da: Bryter Layter)
3. River Man – 4:20 – (da: Five Leaves Left)
4. 'Cello Song – 4:26 – (da: Five Leavs Left)
5. Hazey Jane I – 4:32 – (da: Bryter Layter)
6. Pink Moon – 2:02 – (da: Pink Moon)
7. Poor Boy – 6:05 – (da: Bryter Layter)
8. Magic – 2:47 – (da: Time of No Reply *)
9. Place to Be – 2:40 – (da: Pink Moon)
10. Northern Sky – 3:47 – (da: Bryter Layter)
11. Road – 2:00 – (da: Pink Moon)
12. Fruit Tree – 4:47 – (da: Five Leavs Left)
13. Black-Eyed Dog – 3:26 – (da: Time of No Reply)
14. Way to Blue – 3:10 – (da: Five Leavs Left)
15. From the Morning – 3:15 – (da: Pink Moon)

include: Plaisir d'amour (ghost track, strumentale) - 0:46 (musica: Jean-Paul-Égide Martini)

* Sull'album Time of No Reply la traccia era intitolata: I Was Born to Love Magic.